# Столпянское сельское поселение
Столпянское се́льское поселе́ние — муниципальное образование в Старожиловском районе Рязанской области Российской Федерации.
Административный центр — деревня Ершово.

## История
Статус и границы сельского поселения установлены Законом Рязанской области от 7 октября 2004 года № 98-ОЗ «О наделении муниципального образования Старожиловский район статусом муниципального района, об установлении его границ и границ муниципальных образований, входящих в его состав»

## Население
| 2010  | 2012  | 2013  | 2014  | 2015  | 2016  | 2017  |
| ----- | ----- | ----- | ----- | ----- | ----- | ----- |
| 1447  | ↗1457 | ↘1439 | ↘1434 | ↘1424 | ↗1428 | ↘1419 |
| 2018  | 2019  | 2020  | 2021  |       |       |       |
| ↘1401 | ↘1393 | ↗1399 | ↘1242 |       |       |       |

## Состав сельского поселения
| №  | Населённый пункт | Тип населённого пункта          | Население |
| -- | ---------------- | ------------------------------- | --------- |
| 1  | Быково           | деревня                         | 31        |
| 2  | Ворищи           | деревня                         | 19        |
| 3  | Городецкое       | деревня                         | 5         |
| 4  | Ершово           | деревня, административный центр | ↘540      |
| 5  | Кутуково         | деревня                         | 7         |
| 6  | Муняково         | деревня                         | ↘287      |
| 7  | Перевлес         | село                            | ↘50       |
| 8  | Столпцы          | село                            | ↘373      |
| 9  | Тугушево         | деревня                         | 2         |
| 10 | Шелковая         | деревня                         | ↘133      |